# گناداو
گناداو (به آلمانی: Gnadau) یک منطقهٔ مسکونی در آلمان است که در باربی واقع شده‌است. گناداو ۵۲۳ نفر جمعیت دارد.